# Bătălia de la Zărnești
Bătălia de la Zărnești (11/21 august 1690) a fost o bătălie dintre imperiul habsburgic și imperiul Otoman. Este prima victorie otomană după o serie catastrofală de înfrângeri începută cu înfrângerea de sub zidurile Vienei (Al doilea Asediu al Vienei din 1683). 
La 15 aprilie 1690 murind voievodul Mihai Apafi I, sultanul îl numește pe Imre Thököly principe în Transilvania.  În tabăra imperialilor erau pe lângă cei 2000 de călăreți imperiali și 7000 de români și secui sub comanda lui Mihail Teleki. Trupelor imperiale erau conduse de generalul Donat Heissler. 
Trupele "otomane" erau formate din otomani, români, tătari și curuți. În flancul drept erau tătarii, în centrul otomanii (15-20.000) și în flancul stâng muntenii (2000) și Imre Thököly cu un număr neprecizat de curuți (oricum nesemnificativ). De cealaltă parte oastea lui Donat Heissler era așezată pe 2 linii paralele, în față cavaleria imperială bine dotată și în spate era cavaleria ușoară din secuime (români și secui). La luptă a participat însuși voivodul Constantin Brâncoveanu care, se pare că, a fost și strategul întregului război prin care s-a stopat seria incredibilă de victorii austriece asupra turcilor.